# 薬事監視員
薬事監視員（やくじかんしいん）とは、行政警察活動として、医薬品、医療機器等の品質、有効性及び安全性の確保等に関する法律（以下、薬機法）に規定された職務及び医薬品や医療機器等に関する指導を行う官吏及び吏員。主に薬務課や保健所に所属し、医薬品の検査等の指導及び教育を行っている。

## 資格
薬事監視員は各自治体の条例等で指定する者の中から、厚生労働大臣及び都道府県知事等により任命される。
薬事監視員になるために必要な資格は、薬機法施行令第六十八条により以下のように規定されている。
一　薬剤師、医師、歯科医師又は獣医師
二　旧大学令（大正七年勅令第三百八十八号）に基づく大学、旧専門学校令（明治三十六年勅令第六十一号）に基づく専門学校又は学校教育法（昭和二十二年法律第二十六号）に基づく大学若しくは高等専門学校において、薬学、医学、歯学、獣医学、理学又は工学に関する専門の課程を修了した者であつて、薬事監視について十分の知識経験を有するもの
三　一年以上薬事に関する行政事務に従事した者であつて、薬事監視について十分の知識経験を有するもの

## 法令
医薬品、医療機器等の品質、有効性及び安全性の確保等に関する法律第六十九条に
厚生労働大臣又は都道府県知事は、医薬品、医薬部外品、化粧品若しくは医療機器の製造販売業者、製造業者、第14条の11第１項の登録を受けた者、医療機器の修理業者又は第18条第3項、第68条の9第6項若しくは第77条の5第4項の委託を受けた者（以下この項において「製造販売業者等」という。）が、第12条の2、第13条第4項（同条第7項において準用する場合を含む。）、第14条第2項、第9項若しくは第10項、第14条の3第2項、第14条の9、第14条の13、第15条第1項、第17条（第40条の3において準用する場合を含む。）、第18条第1項若しくは第2項（第40条の3において準用する場合を含む。）、第19条（第40条の3において準用する場合を含む。）、第22条、第23条（第40条の3において準用する場合を含む。）、第40条の2第4項（同条第6項において準用する場合を含む。）、第46条第1項若しくは第4項、第58条、第68条の2、第68条の8第1項、第68条の9第1項若しくは第6項から第8項まで、第77条の3第1項、第2項若しくは第4項、第77条の4、第77条の4の2第1項、第77条の4の3、第77条の5第1項若しくは第4項から第6項まで若しくは第80条第1項の規定又は第71条、第72条第1項から第3項まで、第72条の3、第73条若しくは第75条第1項に基づく命令を遵守しているかどうかを確かめるために必要があると認めるときは、当該製造販売業者等に対して、厚生労働省令で定めるところにより必要な報告をさせ、又は当該職員に、工場、事務所その他当該製造販売業者等が医薬品、医薬部外品、化粧品若しくは医療機器を業務上取り扱う場所に立ち入り、その構造設備若しくは帳簿書類その他の物件を検査させ、若しくは従業員その他の関係者に質問させることができる
となっている。
なお、第六十九条第一項から第四項に関する権限は犯罪捜査のために認められたものと解釈してはならない、との規定があるため、薬物を使った毒殺事件のような事例が起きた場合は、中毒で無く犯罪であることが確定するまで保健所と警察が同時並行で調査を行う必要がある。

## 業務内容
薬務課の薬事監視員は輸入医薬品等の収去検査を行っている。
保健所の薬事監視員は管内で製造、流通する医薬品等の収去検査を行うとともに、
- 医薬品等関係事業者の営業の許認可・衛生監視及び指導
- 医薬品等流出時の調査及び違反業者に対する行政処分
- 薬事法や各自治体の条例に関する調査及び違反に対する行政処分
- 事業者や住民に対する医薬品等に関する情報提供及び教育・知識の普及
- 医薬品等に関する苦情対応及び調査

に係る業務を行っている。
この他に、大学の検査所で衛生監視や検査を行ったり、厚生労働省や各都道府県・政令指定都市・中核市・保健所設置市・特別区の本庁で医薬品等行政に関する業務を担当している薬事監視員もいる。
- 収去検査とは俗に「抜き取り検査」「抜き打ち検査」と呼ばれている。検査のために無償で医薬品等を収去することは薬事監視員のみに認められた権限であり、他の官吏及び吏員（警察官等）にはできない。なお、この行為は公共の福祉のために行われているため、国民の財産権を犯す行為とは解されない。ただし、収去には様々な規定があり、薬事監視員の側にも様々な制約がある。
- 身分の示す証票により、医薬品等関係事業所の衛生設備及び管理状態を点検し、その結果を百点満点で採点することができる。証票は製造業者が大学と協定を結ぶ際や自治体が販売業者と契約を結ぶ際に、施設の衛生状況を把握するため、事業者に対し提出を求めることも多い、重要な書類である。

## 義務
- 薬事監視員はその職務を行う際は身分を示す証票を携帯し、関係人から請求があった場合はこれを提示しなければならない。
  - 証票としては各自治体によりまちまちである。

- 収去検査を行う場合には、様式に定められた収去票を発行しなければならない。
  - 収去検査については、無償で物品の提供を受け、検査結果によって販売禁止等の行政処分が行われるため、施設への立入から検査機関での取り扱いに至るまで、様々な厳しい規定が設けられている。